# Testo (Fernsehserie)
Testo ist eine 13-teilige deutsche Serie, die ihre Premiere am 2. Februar 2024 beim Sender Das Erste der ARD hatte. Jede Folge hat eine Länge von nur ungefähr 15 Minuten. Die Idee zu der Serie hatte der Schauspieler Kida Khodr Ramadan, der nicht nur eine Hauptrolle (Keko) spielte, sondern auch (gemeinsam mit Jonas Hartmann, Christoph Gampl und Olivia Retzer) das Drehbuch schrieb und, zusammen mit Olivia Retzer, Regie führte.

## Handlung
Die vier Häftlinge Keko, Stulle, Pepsi und Barro treten ihren Freigang an, haben jedoch keine Absicht, wieder ins Gefängnis zurückzukehren. Sie haben bereits einen Plan ausgearbeitet, um sich durch einen spektakulären Raubüberfall ein luxuriöses Leben in Freiheit zu sichern. Gemeinsam mit ihrem Fahrer Kongo steuern sie eine Berliner Bank an, die sie als Ziel für ihren Coup ausgewählt haben.
Anfangs verläuft alles nach Plan. Maskiert und bewaffnet dringen Keko und seine Komplizen in die Bank ein. Doch im Tresorraum kommt es zu einem dramatischen Zwischenfall, als Pepsi auf einen Sicherheitsmann trifft und ihn erschießt. Daraufhin nehmen die Räuber alle Anwesenden – Kunden sowie Mitarbeiter – als Geiseln. Kurz darauf erscheint die Polizei, angeführt von Polizistin Billy, vor der Bank.
Die Spannungen innerhalb und außerhalb der Bank nehmen zu. Schließlich übernimmt Billys Kollege Schweinebacke, der auch der Erzfeind des Bandenanführers Keko ist, die Leitung und beginnt die Verhandlungen mit den Geiselnehmern.